# ژان نیکولای

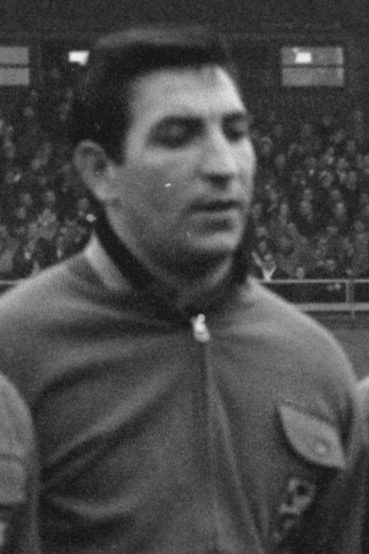
ژان نیکولای

ژان نیکولای (به انگلیسی: Jean Nicolay) بازیکن فوتبال اهل بلژیک و عضو تیم ملی فوتبال بلژیک است که در تاریخ ۲۴ مه ۱۹۵۹ میلادی اولین بازی ملی‌اش را مقابل تیم ملی فوتبال اتریش انجام داد. او در ۳۹ بازی ملی حضور داشت و جمعاً ۳۴۵۴ دقیقه برای تیم ملی فوتبال بلژیک به میدان رفت. ژان نیکولای آخرین بازی ملی خود را در تاریخ ۸ اکتبر ۱۹۶۷ میلادی در برابر تیم ملی فوتبال لهستان انجام داد. وی در بازی‌های ملی‌اش گلی به ثمر نرساند.